# Arthur Wing Pinero
Sir Arthur Wing Pinero (24 maig 1855 – 23 novembre 1934) va ser un actor i més tard un dramaturg important i director d'escena anglès.

## Vida i carrera
Pinero va néixer a Londres, fill de Lucy (nascuda Daines) i John Daniel Pinero, un advocat. L'avi patern pertanyia a una família jueva sefardita, mentre que els seus altres avis eren de família cristiana anglesa. Va estudiar dret a La Institució Literària i Científica Birkbeck abans de dedicar-se a l'escena.
L'any 1874 va entrar a la companyia R. H. Wyndham del Teatre Reial d'Edimburg. Després d'actuar a Liverpool, Pinero va entrar l'any 1876 a la companyia de teatre Lyceum de Londres, de Henry Irving, on va actuar al llarg de cinc anys, i més tard actuà sota per a Bancrofts al Teatre Haymarket. Va tenir un gran èxit fent l'obra de Sheridan Els Rivals, el 1884, una obra que ell mateix havia revisat.
Pinero començà a escriure peces teatrals a finals dels 1870 mentre era al Teatre Lyceum, incloent l'Escapada de Daisy el 1879 i Bygones el 1880. Esdevingué un prolífic i exitós guionista, firmant cinquanta-nou guions. Entre ells alguns drames teatrals de caràcter seriós, alguns tractant sobre la hipocresia social que al voltant de les dones amb segons matrimonis, incloent:
- His House in Order
- The Second Mrs Tanqueray (1893)
- The Notorious Mrs. Ebbsmith (1895)

És més conegut per les seves comèdies, de les quals les més notables són:
- El Magistrat (1885)
- Dandi Dick (1887)
- El Ministre del Gabinet (1890)
- Les Amazones (1893)
- The Schoolmistress (1894)
- La Princesa i la Papallona (1897)
- Trelawny of the 'Wells' (1898)
- The Gay Lord Quex (1899)
- The Squire (1905)[4]
- Mind the paint, girl (1912)

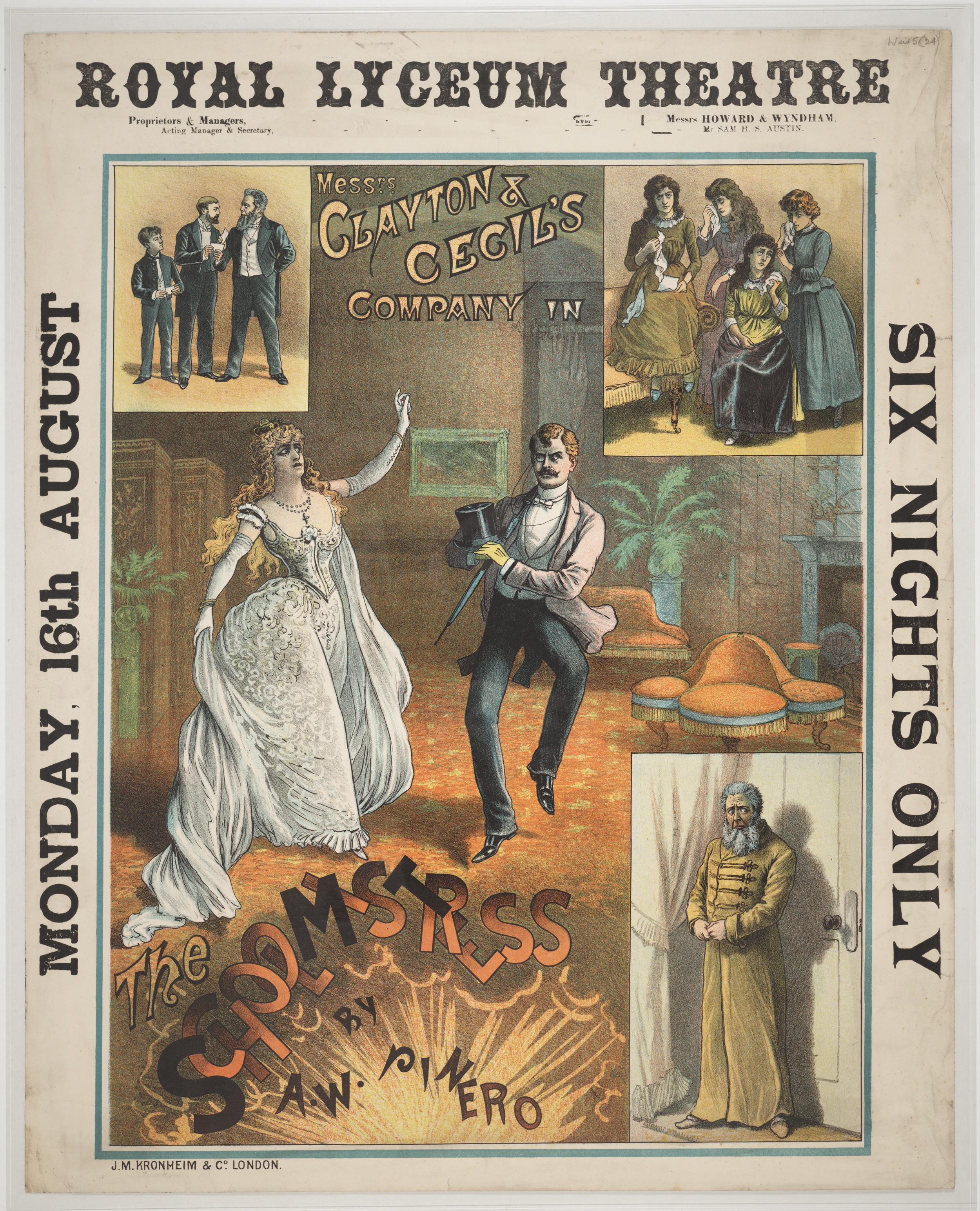
Cartell de l'obra de Pinero The schoolmistress al Teatre Reial Lyceum, Edimburg, 1886

La seva farsa The Amazons va ser adaptada el 1917 a la pel·lícula del mateix nom, protagonitzada per Marguerite Clark. La seva novel·la La Casa de camp encantada va ser filmada amb molt d'èxit el 1924 i el 1945. House in Order va ser filmada el 1928 com a pel·lícula muda protagonitzada per Tallulah Bankhead, però la pel·lícula es va perdre. Tant El Magistrat com Dandi Dick van ser filmades i protagonitzades per Will Hay.

La seva òpera en l'estil de les obres de moralitat medieval, The Beauty Stone, (amb Arthur Sullivan i J. Comyns Carr) ha guanyat en popularitat aquests darrers anys, havent sigut enregistrada, encara que el diàleg és sovint fortament abreujat. A l'obra de 1888 de Pinero Sweet Lavender, que va ser tan popular que es va interpretar un nombre extraordinari de vegades (al seu temps), 683 interpretacions, el personatge Horace pronuncia la famosa frase: "Mentre hi ha te, hi ha esperança."
Pinero va ser anomenat Cavaller el 1909, esdevenint el segon home en ser anomenat cavaller per serveis a teatre, després de W.S. Gilbert. Malgrat set tremendament popular en el seu temps, les seves obres són rarament interpretades actualment. Fins i tot en els seus darrers anys de vida ell va veure com la seva feina començava a ser antiquada. Va morir a Londres el 1934, a 79 anys.
Tanmateix, The Magistrate va ser novament produït pel Teatre Nacional Reial i entre el novembre de 2012 i el gener de 2013, al Teatre Olivier, protagonitzar per John Lithgow i Nancy Carroll entre d'altres.
Pinero va ser un dels pocs dramaturgs del seu temps, a part de William Gillette i Oscar Wilde, que va escriure papers importants per a dones protagonistes.